# Троицкий, Михаил Викторович
Михаил Викторович Троицкий (1880 — не ранее 1929) — профессор, русский учёный. Занимался изучением свойств красящих веществ. Разработал ряд технологий красильного производства. Выполнил оригинальные проекты красильных фабрик. Внёс вклад в совершенствование технологии валяльно-фетрового производства.
Профессор (1920), заведующий кафедрой технологии красящих веществ, декан химического факультета (1923—1924), ректор (1924—1926) Донского политехнического института (ДПИ).

## Биография
Родился 30 октября 1880 года в Томске в семье преподавателя духовной семинарии Виктора Ильича Троицкого и его жены — Марии Александровны.
Начальное образование получил в Тверской духовной семинарии, где в 1900 году окончил курс со степенью студента семинарии. В том же году поступил в Юрьевский университет на математический факультет, откуда через год перешел на химическое отделение Санкт-Петербургского технологического института. Окончил институт в 1907 году, работал в химических лабораториях завода С. М. Красовавского и Николаевской железной дороги в Петербурге.
В декабре 1908 года был зачислен кандидатом на кафедру технологии красящих веществ ДПИ.
В 1910 году совершил ознакомительную поездку на красильные фабрики Германии и Швейцарии.
С 1 сентября 1910 года назначен преподавателем ДПИ. В 1911 году ему было поручено заведование лабораторией красящих веществ. В ноябре 1920 года утверждён профессором ДПИ.
Работал в Новочеркасском вузе до сентября 1929 года. Постановлением Совета ДПИ от 20 июня 1929 года Троицкий был отчисле с должности профессора ДПИ.
Дата смерти М. В. Троицкого неизвестна. Был женат на Александре Афанасьевне, в семье росли сын Евгений и дочь Софья; также у него на иждивении находилась племянница — Юлия Александровна Троицкая.